# 庫亞塔
庫亚塔是位在格陵兰南部的副極地農業帶，为北极地区第一個已知农业，也是古代北欧文化传播到欧洲大陆之外的最早的证据。。从10世纪到15世纪以及从18世纪到今天，该地区发生的耕作和狩猎海洋哺乳动物的独特并列现象。2017年，该地区以“格陵兰岛库亚塔：冰盖边缘的北欧及因纽特农业”的官方名称被联合国教科文组织列为世界文化遗产。